# Mauchiga
Mauchiga (Mau-Chiga, Mau Chiga, Mauxiga) ist ein osttimoresischer Suco. Er gehört zum Verwaltungsamt Hatu-Builico (Gemeinde Ainaro).

## Geographie
Mauchiga nimmt den Südosten des Verwaltungsamts Hatu-Builico ein. Nordwestlich liegen die Sucos Mulo und Nuno-Mogue. Nordöstlich befindet sich das Verwaltungsamt Maubisse mit seinem Suco Aituto, südwestlich das Verwaltungsamt Ainaro mit seinen Sucos Manutaci und Soro und südlich das Verwaltungsamt Hato-Udo mit seinem Suco Leolima. Im Osten grenzt Mauchiga an das Verwaltungsamt Same (Gemeinde Manufahi) mit seinen Sucos Holarua, Letefoho und Rotuto. Die Grenze zu Soro, Mantuaci und zum größten Teil von Mulo bildet der Fluss Belulik. Nur im Norden reicht Mauchiga über den Fluss hinaus. Dieses Gebiet kam erst 2015 von Mulo zu Mauchiga. Dafür gab Mauchiga Gebiete im Süden an Leolima ab.  Mauchiga hat eine Fläche von 50,76 km². und teilt sich auf in die fünf Aldeias Goulora, Hato-Quero (Hatu-Quero, Hatuquero, Hatoquero), Leotelo I (Leotelo 1), Leotelo II (Leotelo 2) und Mauchiga.
Das Dorf Mauchiga liegt im Norden mit dem Sitz des Sucos. Östlich davon befindet sich das Dorf Hato-Quero. In dem 2015 von Mulo erhaltenen Gebiet liegen die Ortschaften Ernaro, Karaulun und Boetua. An der Westgrenze Mauchigas liegt das Dorf Leotelo. Das Dorf Goulora befindet sich nah dem Zentrum, westlich der Cablac-Berge, die den Osten des Sucos einnehmen und bis in die benachbarten Sucos reichen. In Mauchiga liegen die Berge Halocmelalu (2115 m, 08° 58′ S, 125° 34′ O), Hatocabir (2344 m, 08° 58′ S, 125° 35′ O) und Berelaca (2491 m, 08° 57′ S, 125° 36′ O). In den Bergen finden sich steile Schluchten und hohe Felsen. Zwischen 800 und 1500 m wächst ein dichter Kasuarinenwald. Das Gebiet gilt als für Ornithologen interessant, auch wenn sie zoologisch noch relativ unerforscht ist. Gipfel und umliegender Wald sind seit dem Jahr 2000 ein Wildschutzgebiet (Protected Natural Area PNA). 2015 wurde die Region deswegen zum Nationalpark Kay Rala Xanana Gusmão erklärt.
Grundschulen gibt es in Mauchiga, Leotala, Goulora und Boetua. Mauchiga und Goulora haben eine Kapelle, in Leotala gibt es einen Marienschrein. Das einzige Hospital steht in Mauchiga.
Am 23. Dezember 2023 wurde der Anschluss Mauchigas an das nationale Stromnetz feierlich eingeweiht.

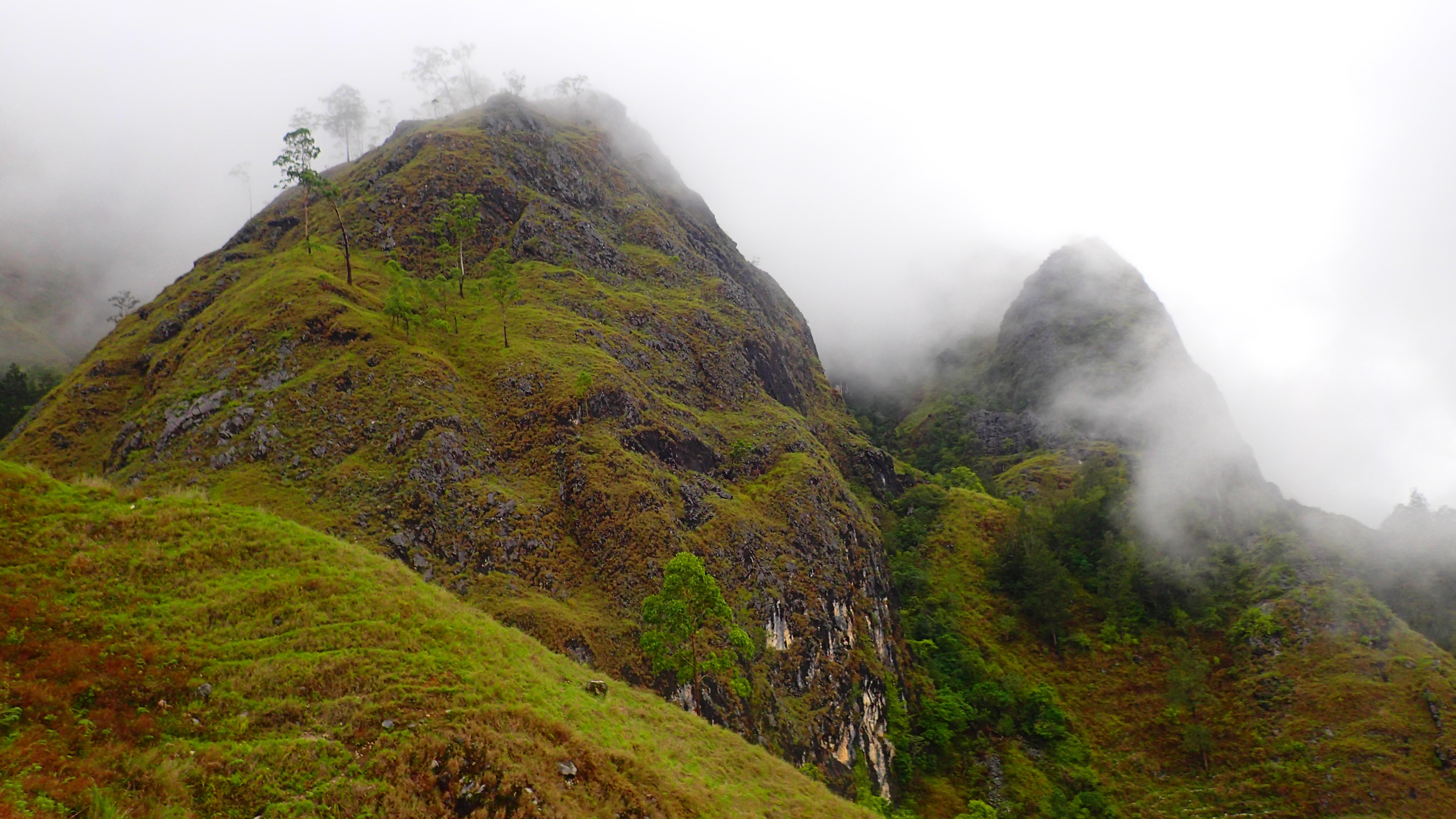
Die Cablac-Berge nahe dem Dorf Mauchiga
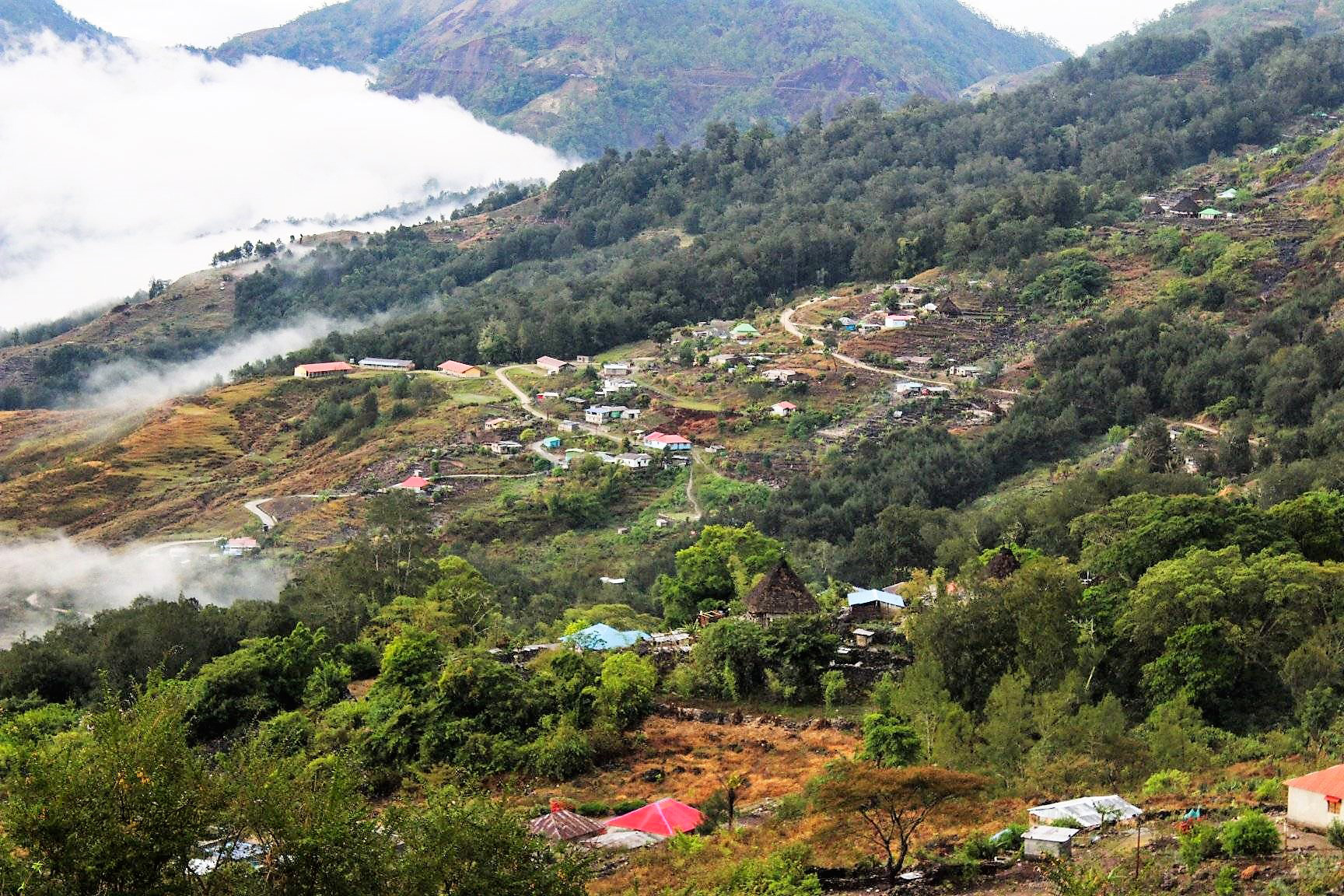
Das Dorf Mauchiga
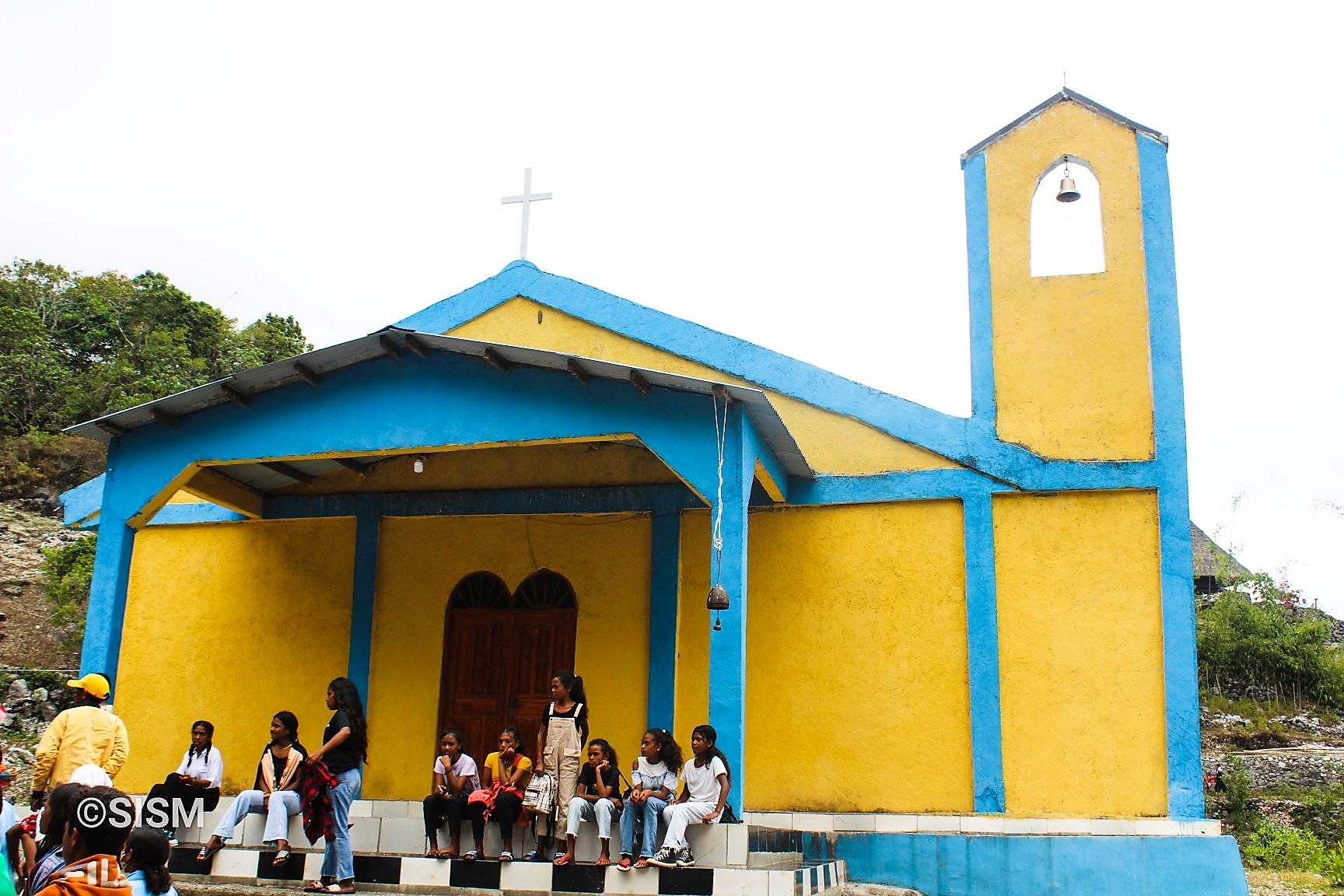
Die Kapelle im Dorf Mauchiga

## Einwohner

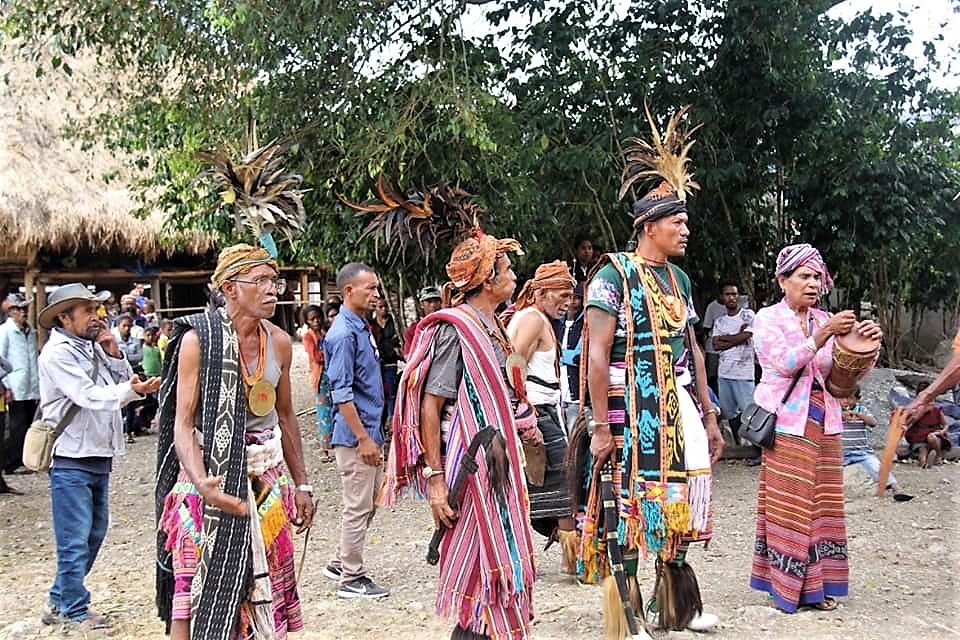
In der Aldeia Mauchiga

Im Suco leben insgesamt 3.110 Menschen (2022), davon sind 1.598 Männer und 1.512 Frauen. Im Suco gibt es 480 Haushalte. Etwa 55 % der Einwohner geben Tetum Prasa als ihre Muttersprache an. Etwa 45 % sprechen Mambai.

## Geschichte
Mauchiga war 1982 der Schauplatz von Kämpfen zwischen der FALINTIL und den indonesischen Besatzern.
Am 6. Juli 1982 planten die FALINTIL und lokale Widerstandsgruppen eine Reihe von Angriffen auf indonesische Militärposten in der Umgebung von Mauchiga. Die Pläne wurden verraten. Am 10. Juli begannen die Streitkräfte Indonesiens jedes Haus in den Orten Mauchiga, Goulora und Hato-Quero zu durchsuchen. 30 Personen wurden verhaftet und in das militärische Hauptquartier in Ainaro gebracht, davon 13, die an den Planungen am 6. Juli beteiligt waren. In den nächsten Tagen folgten weitere Verhaftungen. Am 20. August 1982 griff die FALINTIL mit Männern aus Mauchiga und Dare mehrere indonesische Stützpunkte in der Region an (Mauchiga- oder Cabalaki-Aufstand). Noch am selben Tag starteten indonesische Soldaten Vergeltungsaktionen. Bis zum 24. August zerstörten und plünderten die Truppen die Dörfer der Region. Bis Januar 1986 wurden 464 Einwohner des Sucos (etwa 20 % der Bevölkerung) nach Atauro, Ainaro, Dotik und Dare zwangsumgesiedelt, darunter 226 Frauen und 180 Kinder. Auf diese Weise sollten soziale Bindungen zerstört und operationale Unterstützungen für den Widerstand unterbunden werden. Auch zahlreiche Vergewaltigungen in dieser Zeit wurden dokumentiert.
Zwischen 1978 und 1984 wurden durch die Indonesier und pro-indonesische Milizen insgesamt 117 Einwohner Mauchigas im Krieg getötet, davon waren 42 Zivilisten. 145 Menschen starben aufgrund des Konflikts an Hunger und Krankheiten, vor allem während der Zwangsumsiedelungen. Nur einer von ihnen war ein Kämpfer im Widerstand.

## Politik
Bei den Wahlen von 2004/2005 wurde Guilherme Rodrigues Soares zum Chefe de Suco gewählt und 2009 und 2016  in seinem Amt bestätigt.